# ROIR
ROIR (también conocida como Reach Out International Records) es una compañía discográfica independiente estadounidense fundada en 1979 por el ya fallecido Neil Cooper, pero que a pesar de su muerte, sigue aún presente y activa la discográfica.
La discográfica se enfoca en numerosos géneros musicales, pero especialmente en rock y reggae que son los que más distribuye la discográfica.

## Algunos artistas de la discográfica
- Buzzcocks
- Einstürzende Neubauten
- Flipper
- GG Allin
- Glenn Branca
- John Cale (The Velvet Underground)
- Laurel Aitken
- MC5
- Television
- The Durutti Column